# Austrolimnophila (Austrolimnophila) spectabilis
Austrolimnophila (Austrolimnophila) spectabilis is een tweevleugelige uit de familie steltmuggen (Limoniidae). De soort komt voor in het Afrotropisch gebied.